# 11 Pułk Artylerii im. gen. dyw. Stanisława Kopańskiego
11 Pułk Artylerii im. gen. dyw. Stanisława Kopańskiego (11 pa) – oddział artylerii Sił Zbrojnych RP.
W kwietniu 1963 roku 33 Pułk Artylerii Haubic w garnizonie Żary został przeformowany w 32 Dywizjon Artylerii Haubic. W 1969 roku dywizjon został przeformowany w 33 Pułk Artylerii.
W 1990 roku w strukturze organizacyjnej pułku został utworzony trzeci dywizjon. Pododdział ten został utworzony na bazie rozformowanego 43 Dywizjonu Artylerii Rakietowej.
W 1994 roku jednostka otrzymała imię patrona – gen. dyw. Stanisława Kopańskiego.
2 listopada 1995 roku jednostka została przemianowana na 11 Pułk Artylerii im. gen. dyw. Stanisława Kopańskiego, a w 2001 roku rozformowana. 
Pułk wchodził w skład 11 Drezdeńskiej Dywizji Pancernej, a od 1990 roku – 11 Dywizji Zmechanizowanej.